# Tina Frennstedt
Tina Frennstedt, folkbokförd Kristina Marianne Johanna Frennstedt, född 19 april 1969 i Lund i Skåne, är en svensk deckarförfattare och journalist. 
Som journalist har Frennstedt arbetat som både reporter och chef på flera tidningar och tv-produktioner. Bland annat som kriminalreporter på Expressen, Inrikeschef på Svenska Dagbladet och inslagsproducent och researcher på produktionsbolaget Brand New Content, där hon mestadels arbetat med dokumentärserier och krim-TV. 
Hennes kriminalromaner i Cold case-serien utspelar sig i Skåne och framförallt på Österlen. Hennes huvudkaraktär heter Tess Hjalmarsson och är chef för Skånes cold case-grupp. Böckerna har sålts till många länder och bland annat legat på tyska Der Spiegels topplista.

## Priser och utmärkelser
- 2019 – Årets deckardebut Crimetime Award 2019 för Cold Case: Försvunnen[3]
- 2023 – Researcher för Stockholms gängkrig bakom rubrikerna  (Kristallen-vinnare 2023) BNC